# Podenzana
Podenzana – miejscowość i gmina we Włoszech, w regionie Toskania, w prowincji Massa-Carrara.
Według danych na rok 2004 gminę zamieszkiwało 1818 osób, 106,9 os./km².